# Oyo Nyimba Kabamba Iguru Rukidi IV de Toro
Rukirabasaija Oyo Nyimba Kabamba Iguru Rukidi IV, el Rey Oyo, es el monarca reinante Omukama de Toro, en Uganda. Nació el 16 de abril de 1992 como hijo del Rey Patrick David Mateo Kaboyo Olimi III y de la Reina Mejor Kemigisa Kaboyo. Con tres años y medio, en 1995, ascendió al trono de Oyo y sucedió a su padre para convertirse en el 12º gobernante del Reino de Toro, de 180 años de antigüedad. En la actualidad es el monarca más joven y entró en el Libro Guinness de los Récords, tomando el lugar del anterior poseedor del récord, el Rey Mswati de Suazilandia, quien fue coronado a los 18 años de edad.

## Antecedentes
En tiempos precoloniales, Uganda estaba formada por reinos y sociedades dirigidos por jefes y líderes de clan. Considerando que la mayoría de las sociedades en Uganda, al igual que las comunidades del norte y noreste, establecieron libremente sistemas dirigidos por líderes de los clanes, otros como Bunyoro, Buganda, Ankole y Toro, se organizaron en Reinos.
En 1966, los poderes políticos de los líderes tradicionales fueron abolidos en una Uganda post-independiente del movimiento nacionalista dirigido por Milton Obote que despreciaba a la Monarquía  a causa de su colaboración con las autoridades coloniales. Los nacionalistas consideraron a los líderes de división tradicionales y amenazaron con una república de crecimiento. Más tarde, en los 70 y 80 se caracterizaron por la inestabilidad política y disturbios civiles, con serias repercusiones para las instituciones culturales. Muchos de los líderes como Kabaka Mutesa de Buganda y Omukama Patrick Kaboyo de Toro fueron forzados al exilio para escapar de un régimen de terror. No fue sino hasta 1986 que el presidente Yoweri Museveni, por una enmienda a la constitución en 1993, restableció reinos. Los reinos nunca disfrutarían de la soberanía de las colonias de antes, pero sería muy útil para movilizar al país hacia la recuperación social y económica.

## El Reino
Toro con su capital Fort Portal se encuentra en la parte suroccidental de la actual Uganda. El pueblo de Toro se llama Batoro y constituye hasta un 3,2% de la población de Uganda, que asciende a 24,4 millones en el censo de 2002. El Reino es gobernado por la dinastía Babiito cuyos orígenes son ya en el siglo XIV. Según la historia oral, Prince Olimi Kaboyo Kasunsunkwanzi, hijo del Rey de Bunyoro se anexionó la parte meridional del reino de su padre en 1822 y fundó lo que se conoce como Toro hoy en día.

## Título
A Oyo Nyimba se conoce como el Omukama, que significa rey y Rukirabasaija, el más grande de los hombres. Aunque se le considera el líder de la soberana Batooro, el poder Oyo Nyimba se limita a los derechos culturales.

## Coronación
La inesperada muerte de su padre el rey Kaboyo en 1995 significó que el príncipe heredero tuvo que tomar su puesto como Rey durante sus años de niño. El 12 de septiembre de 1995, una semana después del entierro de su padre, los rituales para entregar las riendas del poder a Oyo comenzaron a las dos de la tarde. Se incluyó un simulacro de batalla en la entrada del palacio librada entre las fuerzas enemigas de un "rebelde" príncipe y el ejército real, y una prueba del derecho divino de Oyo al trono. El Omusuga, jefe del clan real, pidió a los dioses por la muerte del nuevo Oyo si no era de sangre real. Al pasar la prueba, Oyo se le permitió dar la voz al Nyalebe, un sagrado tambor Chwezi como sus antepasados lo habían hecho. Fue bendecido con la sangre de un toro sacrificado y una gallina blanca.
A las cuatro de la mañana, fue coronado en medio de una multitud jubilosa y entró en el palacio como el nuevo gobernante del reino de Toro. Fue servido en su primera comida como Rey que consistía en masa, se sentó en el regazo de una muchacha virgen y juró obediencia a la Corona mientras está acostado de lado, sobre el terreno.
Los rituales culturales fueron seguidos por una ceremonia religiosa presidida por el obispo anglicano, Eustance Kamanyire. El Presidente de Uganda, Yoweri Kaguta Museveni, asistió a las celebraciones de coronación y rindió homenaje al nuevo rey.